# Campeonato Sul-Americano de Futebol de 1917
O Campeonato Sul-Americano de Futebol de 1917 foi disputado por quatro seleções: Argentina, Brasil, Chile e Uruguai. A sede da competição foi no Uruguai. Todos jogaram entre si em turno único. O Uruguai sagrou-se campeão pela segunda vez.
Houve apenas uma sede para a disputa de todos os jogos, o Estádio Parque Pereira em Montevidéu, que logo viria a ser demolida para dar lugar à Pista Oficial de Atletismo.

## Brasil no Sul-Americano
Para o Campeonato Sul-Americano de 1917, disputado em Montevidéu, a CBD formou uma comissão técnica dirigida por Mario Pollo, dirigente da Liga Metropolitana do Rio de Janeiro, e R. Cristofaro, dirigente da Apea. Esta comissão, além de convocar jogadores que representariam o Brasil na competição, deveria, em conjunto com dirigentes da entidade, indicar o capitão da equipe. O escolhido para o posto foi Chico Netto, jogador do Fluminense.
Segundo alguns jornais da época, o nome não agradou aos dirigentes paulistas, uma vez que a maioria dos jogadores cedidos era das equipes da capital bandeirante, cujo preferido para ocupar o posto era Sylvio Lagreca. A CBD não abriu mão da sua indicação e Chico Netto foi o capitão da Seleção na competição.
Nesta edição do Sul-Americano, aconteceu algo inusitado: a Seleção Brasileira disputou duas partidas oficiais com camisa vermelha. Tal fato ocorreu em virtude de as seleções do Uruguai e do Chile também estarem usando uniformes na cor branca. Foi realizado um sorteio e coube ao Brasil trocar de uniforme para enfrentar os adversários.

### Brasil x Argentina
O Brasil chegou a estar vencendo por 2–1. Mas os argentinos, que contaram com as inúmeras e sucessivas falhas do goleiro Casemiro, viraram o marcador e venceram por 4–2. Neste jogo, Silvio Lagreca marcou o primeiro gol de pênalti da história da Seleção Brasileira.

## Classificação
| Pos. | Seleção   | Pts | J | V | E | D | GP | GC | SG  |
| ---- | --------- | --- | - | - | - | - | -- | -- | --- |
| 1    | Uruguai   | 6   | 3 | 3 | 0 | 0 | 9  | 0  | +9  |
| 2    | Argentina | 4   | 3 | 2 | 0 | 1 | 5  | 3  | +2  |
| 3    | Brasil    | 2   | 3 | 1 | 0 | 2 | 7  | 8  | –1  |
| 4    | Chile     | 0   | 3 | 0 | 0 | 3 | 0  | 10 | –10 |

## Jogos
- Entre parênteses, o resultado do primeiro tempo.

30 de setembro de 1917
| Uruguai            | 4 - 0 (2-0) | Chile | Parque Pereira, Montevidéu Público: 22.000 Ref: Germán Guassone |
| C. Scarone 20'     |             |       | Parque Pereira, Montevidéu Público: 22.000 Ref: Germán Guassone |
| Romano 44'         |             |       |                                                                 |
| C. Scarone 62' (p) |             |       |                                                                 |
| Romano 75'         |             |       |                                                                 |

3 de outubro de 1917
| Argentina     | 4 - 2 (1-2) | Brasil          | Parque Pereira, Montevidéu Público: 20.000 Ref: Carlos Fanta |
| Calomino 15'  |             | Neco 8'         | Parque Pereira, Montevidéu Público: 20.000 Ref: Carlos Fanta |
| Ohaco 56'     |             | Lagreca 39' (p) |                                                              |
| Ohaco 58'     |             |                 |                                                              |
| A. Blanco 80' |             |                 |                                                              |

6 de outubro de 1917
| Argentina         | 1 - 0 (0-0) | Chile | Parque Pereira, Montevidéu Público: 15.000 Ref: Álvaro Saralegui |
| Garcia 76' (g.c.) |             |       | Parque Pereira, Montevidéu Público: 15.000 Ref: Álvaro Saralegui |

7 de outubro de 1917
| Uruguai        | 4 - 0 (2-0) | Brasil | Parque Pereira, Montevidéu Público: 21.000 Ref: Guermán Guassone |
| H. Scarone 8'  |             |        | Parque Pereira, Montevidéu Público: 21.000 Ref: Guermán Guassone |
| Romano 17'     |             |        |                                                                  |
| Romano 77'     |             |        |                                                                  |
| C. Scarone 86' |             |        |                                                                  |

12 de outubro de 1917
| Brasil      | 5 - 0 (4-0) | Chile | Parque Pereira, Montevidéu Público: 10.000 Ref: Ricardo Vallarino |
| Caetano 21' |             |       | Parque Pereira, Montevidéu Público: 10.000 Ref: Ricardo Vallarino |
| Neco 23'    |             |       |                                                                   |
| Haroldo 26' |             |       |                                                                   |
| Amilcar 41' |             |       |                                                                   |
| Haroldo 59' |             |       |                                                                   |

14 de outubro de 1917
| Uruguai        | 1 - 0 (0-0) | Argentina | Parque Pereira, Montevidéu Público: 40.000 Ref: Juan Livingstone |
| H. Scarone 62' |             |           | Parque Pereira, Montevidéu Público: 40.000 Ref: Juan Livingstone |